# ジェリー・ハンブリング
ジェリー・ハンブリング（Gerry Hambling, 1926年6月14日 - 2013年2月5日）は、イギリスの編集技師である。

## 人物
『ザ・コミットメンツ』（1991年）、『ミシシッピー・バーニング』（1988年）、『ミッドナイト・エクスプレス』（1978年）で3度英国アカデミー賞編集賞を受賞した。またアカデミー編集賞にも6度ノミネートされたが、こちらは一度も受賞に至っていない。
アメリカ映画編集者協会の会員であり、1998年に生涯功労賞を受賞した。

## フィルモグラフィ
- Dry Rot (1956)
- The Whole Truth (1958)
- The Bulldog Breed (1960)
- The Poacher's Daughter (1960)
- The Kitchen (1961)
- She'll Have to Go (1962)
- カミカゼ救急車 A Stitch in Time (1963)
- The Early Bird (1965)
- The Intelligence Men (1965)
- Press for Time (1966)
- That Riviera Touch (1966)
- The Magnificent Two (1967)
- The Adding Machine (1968)
- ダウンタウン物語 Bugsy Malone (1976)
- ミッドナイト・エクスプレス Midnight Express (1978)
- フェーム Fame (1980)
- Heartaches (1981)
- ピンク・フロイド ザ・ウォール Pink Floyd The Wall (1982)
- シュート・ザ・ムーン Shoot the Moon (1982)
- アナザー・カントリー Another Country (1984)
- バーディ Birdy (1984)
- Invitation to the Wedding (1985)
- ビギナーズ Absolute Beginners (1986)
- エンゼル・ハート Angel Heart (1987)
- ビル・コスビーのそれ行けレオナルド Leonard Part 6 (1987)
- ミシシッピー・バーニング Mississippi Burning (1988)
- 愛と哀しみの旅路 Come See the Paradise (1990)
- ザ・コミットメンツ The Commitments (1991)
- シティ・オブ・ジョイ La Cité de la joie (1992)
- 父の祈りを In the Name of the Father (1993)
- ケロッグ博士 The Road to Wellville (1994)
- エビータ Evita (1996)
- 白い嵐 White Squall (1996)
- ボクサー The Boxer (1997)
- Talk of Angels (1998)
- アンジェラの灰 Angela's Ashes (1999)
- Mrs. Caldicot's Cabbage War (2000)
- ライフ・オブ・デビッド・ゲイル The Life of David Gale (2003)